# Lazar Mijović
Lazar Mijović (Podgorica, 12 maart 2003) is een Montenegrijns voetballer die sinds 2022 uitkomt voor Lommel SK.

## Clubcarrière

### Budućnost Podgorica
Mijović maakte op 12 juni 2020 zijn officiële debuut in het eerste elftal van FK Budućnost Podgorica: in de competitiewedstrijd tegen FK Iskra Danilovgrad (4-1-verlies) liet trainer Mladen Milinković hem in de 80e minuut invallen. Vier dagen later mocht hij opnieuw invallen, ditmaal tegen FK Rudar Plevlja. Later die maand verzekerde Budućnost Podgorica zich van zijn vierde landstitel.
In het seizoen 2020/21, waarin Budućnost Podgorica in eigen land de dubbel veroverde, speelde hij twintig competitiewedstrijden. In het begin van het seizoen was Mijović vooral invaller. Vóór de wedstrijd tegen FK Sutjeska Nikšić op de 29e competitiespeeldag, waarin hij tijdens de rust inviel en in de 88e minuut het enige doelpunt van de wedstrijd scoorde, had trainer Milinković hem slechts twee keer laten starten in de competitie. In de zeven resterende competitiewedstrijden stond Mijović zeven keer aan de aftrap. Daarin was hij tweemaal bepalend met zijn goals: in de 0-2-zege tegen OFK Titograd op de 31e competitiespeeldag scoorde hij tweemaal, in de 3-1-zege tegen FK Rudar Plevlja op de 33e competitiespeeldag opende hij in de 71e minuut de score en verdubbelde hij in de 80e minuut de score. Ook in de 2-4-zege tegen FK Zeta op de slotspeeldag stond Mijović aan het kanon, waardoor de Montenegrijn zijn seizoenstotaal afsloot op zes competitiedoelpunten. Daarbovenop scoorde hij ook nog eens vier doelpunten in de Beker van Montenegro, waaronder een in de met 1-3 gewonnen finale tegen FK Dečić.
In het seizoen 2021/22 kon Mijović zijn seizoenstotaal qua doelpunten in de Prva Crnogorska Liga maar nipt verbeteren: door op de slotspeeldag twee keer te scoren in de 6-0-zege tegen OFK Petrovac klokte hij af op zeven competitiedoelpunten, weliswaar met veel meer speeltijd dan in het seizoen daarvoor. Budućnost Podgorica eindigde dat seizoen tweede in de competitie, maar slaagde er wel in om zijn titel in de Beker van Montenegro te verlengen. In deze campagne scoorde Mijović slechts één keer: in de heenwedstrijd van de halve finale tegen FK Sutjeska Nikšić legde hij de 3-0-eindscore vast.
Op 7 juli 2022 scoorde Mijović zijn eerste Europese doelpunt: in de Conference League-kwalificatiewedstrijd tegen KF Llapi (2-0-zege) opende hij de score. In de competitie was hij op de eerste vier speeldagen driemaal trefzeker. Mijović nam zo afscheid van Budućnost Podgorica met 17 goals in 73 officiële wedstrijden in alle competities.

### Lommel SK
In september 2022 tekende Mijović bij de Belgische tweedeklasser Lommel SK. Op 9 september 2022 liet trainer Steve Bould hem in de competitiewedstrijd tegen Beerschot VA (0-2-zege) al een paar minuten meedoen. Zijn volgende minuten in een officiële wedstrijd kreeg Mijović pas op 24 februari 2023: op de eerste speeldag van de play-downs liet Bould hem tegen SL 16 FC in de 70e minuut invallen.

## Interlandcarrière
Mijović debuteerde in 2017 als Montenegrijns jeugdinternational.